# S Ori 47
S Ori 47 ist ein L-Zwerg im Sternbild Orion. Er wurde 1999 von Maria Rosa Zapatero Osorio et al. entdeckt.